# Treasure (компания)
Treasure — японская компания, разработчик компьютерных игр. Основана бывшими сотрудниками компании Konami 19 июня 1992 года. Наиболее известна своими играми в жанре классического экшна, имеющими нововведения в игровом процессе. Наибольший коммерческий успех имели такие игры компании, как Wario World и Mischief Makers, но известность ей принесли игры, получившие признание игроков и критиков — Gunstar Heroes, Guardian Heroes, Radiant Silvergun, Bangai-O, Sin and Punishment и Ikaruga.
Treasure является небольшой независимой компанией, в которой работает около 30-40 сотрудников. Точное их число неизвестно, так как компания нанимает независимых разработчиков и иногда сотрудничает с другими компаниями, такими как Nintendo, G.rev и Sega.
Финансирование компании зависит от внешних партнёров. Поэтому компания часто занимается разработкой игр по лицензиям, включая Astro Boy, McDonald's, Bleach и Tiny Toon, а также сотрудничает с компаниями Sega, Enix и Nintendo при разработке оригинальных игр. Многие игры были разработны компанией самостоятельно. Наиболее известными среди них являются скролл-шутеры для аркадных автоматов, Ikaruga и Radiant Silvergun.

## Структура
В компании нет строгой иерархии, в частности нет постоянных руководителей. Для каждого проекта выбирается новый руководитель, причём он обычно также работает над проектов в качестве обычного художника или программиста. Тем не менее, в компании существуют постоянные команды, состав которых почти не меняется от проекта к проекту.
В настоящее время состав компании делится на три команды, состав которых остаётся постоянным с 2001 года. Команда «shooting» (называемая внутри компании «arcade») занимается разработкой аркадных скролл-шутеров. Её возглавляют Хироси Ючи (Hiroshi Iuchi) и Асутомо Накагава (Atsutomo Nakagawa).
Команда «action» в основном занимается разработкой для игровых консолей. В разное время её возглавляют разные люди. Командой разработаны такие игры, как Stretch Panic и Wario World.
Команда «handheld» занимается разработкой для портативных консолей. Обычно её возглавляет один из основателей компании, Ёсиюки Масумото (Yoshiyuki Matsumoto), более известный под псевдонимом «Yaiman». В команду также входит несколько программистов и художников, пришедших в компанию из Hitmaker, в которой они сотрудничали с Treasure при разработке игры Astro Boy: Omega Factor.

## Список игр
Часть игр компании (помечены *) выходила только в Японии.
- Gunstar Heroes (1993, Sega, Sega Mega Drive/Genesis; 1995, Sega, Sega Game Gear; 2006, Sega, Virtual Console; версия для Game Gear разработана M2)
- McDonald’s Treasure Land Adventure (1993, Sega, Mega Drive/Genesis)
- Dynamite Headdy (1994, Sega, Mega Drive/Genesis; 1994, Sega, Game Gear; 199?, Sega, Master System*; 2007, Sega, Virtual Console; версия для Game Gear разработана Minato Giken)
- YuYu Hakusho Makyoutoissen (幽☆遊☆白書 魔強統一戦) (1994, Sega, Mega Drive*)
- Alien Soldier (1995, Sega, Mega Drive; 2007, Sega, Virtual Console)
- Light Crusader (1995, Sega, Mega Drive/Genesis; 2007, Sega, Virtual Console)
- Guardian Heroes (1996, Sega, Sega Saturn)
- Mischief Makers (ゆけゆけ！トラブルメーカーズ yuke-yuke! Trouble Makers) (1997, Enix (JP)/Nintendo (US/EU), Nintendo 64)
- Silhouette Mirage (1997, ESP, Saturn*; 1998, ESP (JP)/Working Designs (US), PlayStation)
- Radiant Silvergun (1998, издана своими силами, Arcade*; 1998, ESP, Saturn*)
- Rakugaki Showtime (1999, Enix, PlayStation*)
- Bangai-O/Bakuretsu Muteki Bangaioh (爆裂無敵バンガイオー) (1999, ESP, N64*; 1999 (JP)/2000 (EU)/2001 (US), ESP (JP)/Swing! Games (EU)/Conspiracy Entertainment (US), Dreamcast)
- GunBeat (отменённый проект для аркадного автомата, издатель неизвестен)
- Silpheed: The Lost Planet (2000 (JP)/2001 (US/EU), Capcom (JP)/Swing! Games and Conspiracy Entertainment (EU)/Working Designs (US), PlayStation 2 разработана совместно с Game Arts, Seta)
- Sin and Punishment: Successor to the Earth (罪と罰～地球（ほし）の継承者～) (2000, Nintendo, Nintendo 64*; 2007, Nintendo, Virtual Console)
- Stretch Panic (ひっぱリンダ hippa linda) (Freak Out) (2001, Conspiracy Entertainment (US)/Swing! Games (EU)/Kadokawa Shoten (JP), PlayStation 2)
- Ikaruga (斑鳩) (2001, self-published, Arcade*; 2002, ESP, Dreamcast*; 2003, Atari, Nintendo GameCube; 2008, Xbox Live Arcade; developed in collaboration with G.Rev)
- Tiny Toon Adventures: Buster's Bad Dream AKA: Scary Dreams (2002, Swing! Games (EU)/Conspiracy Games (US), Nintendo Game Boy Advance)
- Hajime no Ippo: The Fighting (Game Boy Advance)
- Tiny Toon Adventures: Defenders of the Looniverse (отменённый проект, Swing! Games (EU)/Conspiracy Games (US), PlayStation 2, GameCube)
- Wario World (2003, Nintendo, GameCube)
- Dragon Drive D-Masters Shot (2003, Bandai, GameCube*)
- Astro Boy: Omega Factor (2004, Sega, Game Boy Advance; разработана совместно с командой Sega Hitmaker)
- Gradius V (2004, Konami, PlayStation 2; разработана совместно с G.Rev)
- Advance Guardian Heroes (2004, Ubisoft, Game Boy Advance)
- Gunstar Super Heroes (Gunstar Future Heroes) (2005, Sega, Game Boy Advance)
- Bleach: The Blade of Fate (2006, Sega, Nintendo DS)
- Bleach: Dark Souls (2007, Sega, Nintendo DS)
- Gunstar Heroes Treasure Box (также включает Dynamite Headdy и Alien Soldier) (February 23, 2006, Sega, PlayStation 2*; разработана M2)
- Bangai-O Spirits (March 19, 2008, ESP, Nintendo DS)
- Untitled Xbox 360 Shooter (не анонсирована, издатель неизвестен, Xbox 360)
- Bleach: Versus Crusade (2008, Sega, Wii)
- Sin and Punishment 2 (2009, Nintendo, Wii)